# حوض الحمراء
حوض الحمراء هي قرية جزائرية تقع في بلدية حاسي مسعود، في ولاية ورقلة، جنوب البلاد.